# Great Ocean Road

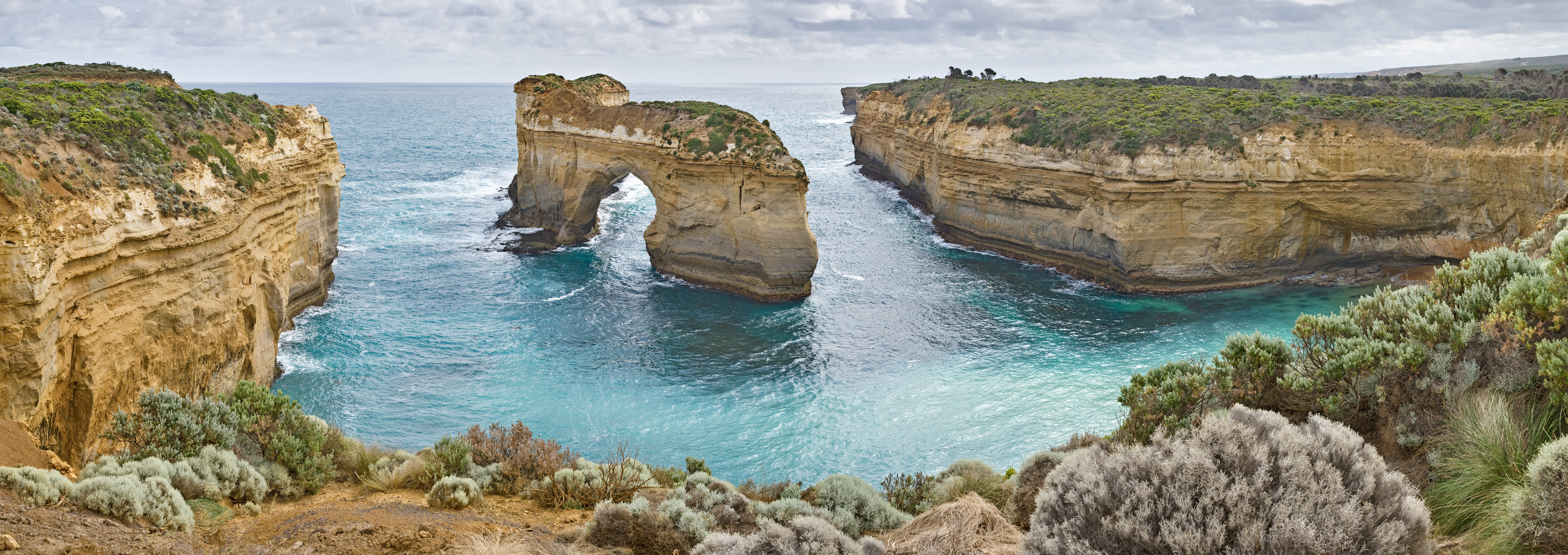
Island Archway vor dem Einsturz im Juni 2009

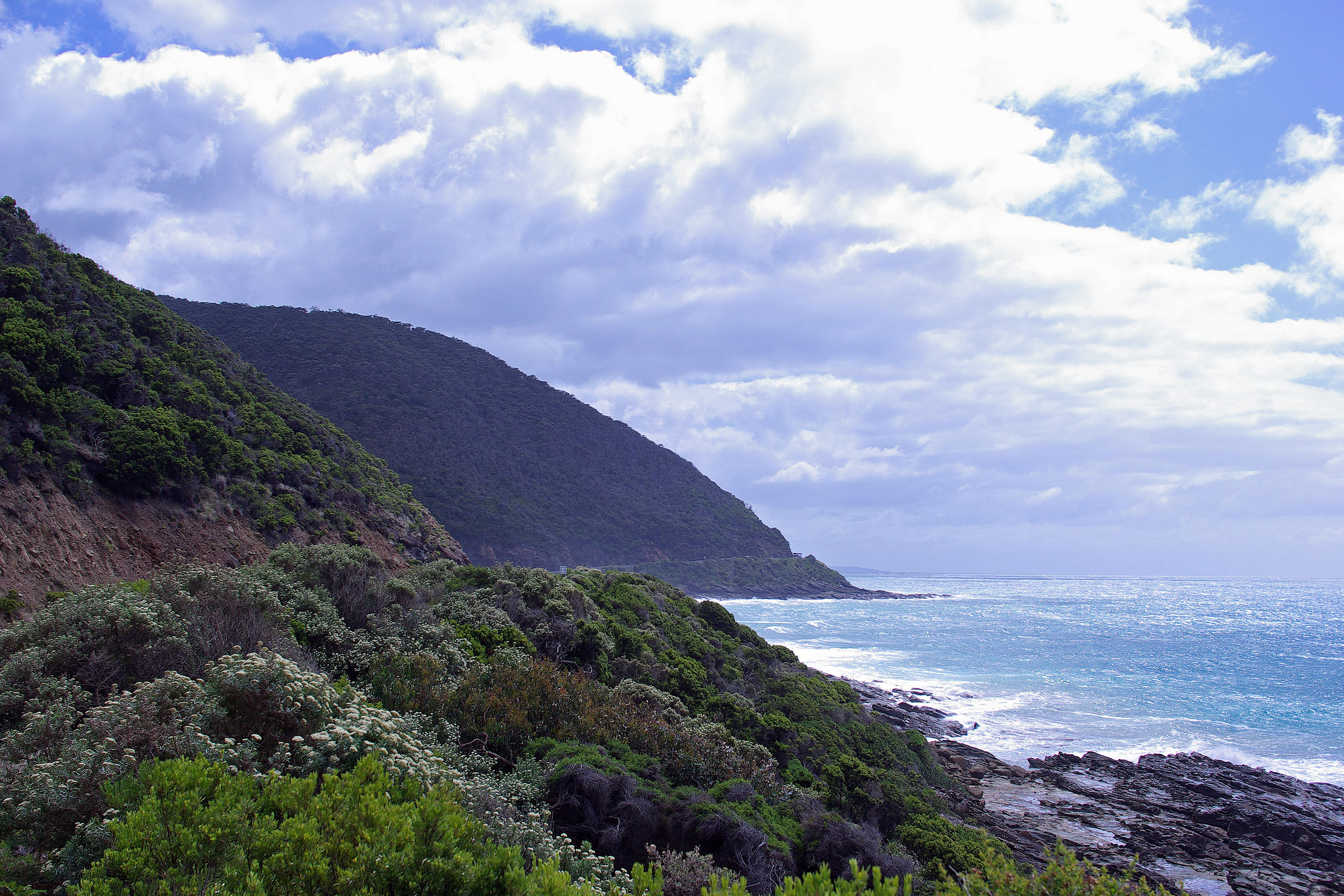
Great Ocean Road südlich von Lorne

Die Great Ocean Road (Straße B 100) ist eine 243 km lange Straße, die entlang der australischen Südküste zwischen Torquay und Allansford im Bundesstaat Victoria verläuft. Sie gilt als eine der bekanntesten Scenic Routes bei Touristen in Australien. In einer Studie wurde festgestellt, dass jährlich zwischen 6,5 und 7,5 Millionen Besucher in die Region der Great Ocean Road kommen und bis 2030 weitere 2,4 Millionen hinzu kommen werden.
Diese Straße wurde wegen ihrer historischen und kulturellen Bedeutung am 7. April 2011 als nationales Denkmal in die Australian National Heritage List eingetragen.

## Geschichte
Bevor die Europäer in das Gebiet der heutigen Great Ocean Road kamen, lebten dort zwei Stämme der Aborigines. Die Watha Wurrung lebten im östlichen Ende und die Gadubanud daran anschließend weiter westlich, fast bis nach Warrnambool. Als im Gadubanud-Gebiet von Cape Otway eine ihrer Frauen entführt wurde, töteten sie in einer Auseinandersetzung den europäischen Entführer. Aus Rache verübten die Europäer am River Aire das Blanket-Bay-Massaker an sieben Gadubanud, das auch als strategische Maßnahme zur Gebietsbereinigung und zur Sicherung der dortigen Leuchttürme interpretiert wird. Entlang der Küstenlinie befinden sich historische Abfallgruben der Aborigines, die ihre Anwesenheit belegen.
Die erste Idee einer Straße entlang der Südküste Victorias reicht zurück ins Jahr 1864. Diese sollte in erster Linie eine Verbindung der zahlreichen Küstenorte und Fischerhäfen entlang der Küste auf dem Landweg sein, die bis dahin nur per Schiff zu erreichen waren. Konkrete Planungen und Erkundungen für einen möglichen Verlauf der Strecke erfolgten aber erst 1918. Im Jahr 1919 begann der Bau der Straße. Ausgeführt wurden die Arbeiten von 3000 heimgekehrten Soldaten nach dem Ende des Ersten Weltkrieges. Für diese diente der Bau der Straße zum einen als Arbeitsbeschaffungsmaßnahme durch die Regierung Victorias, zum anderen war es auch die Errichtung eines Kriegsdenkmales zum Gedenken an die im Krieg gefallenen Kameraden.
Aufgrund der besonderen geographischen und geologischen Gegebenheiten war der Bau sehr schwierig und langwierig. So wurde der erste Abschnitt zwischen Torquay und Lorne im Jahr 1922 fertiggestellt. Als Nächstes folgten einzelne Abschnitte, die von Westen her gebaut wurden. Der letzte und komplizierteste Abschnitt war die Strecke zwischen Apollo Bay und Lorne, sie war im Jahr 1932 fertiggestellt. Seither ist die Strecke durchgängig befahrbar.
Eine der bekanntesten Gesteinsformationen Australiens ist der Island Archway, ein über 25 m hoher Bogen, der am 10. Juni 2009 eingestürzt ist.

## Verlauf

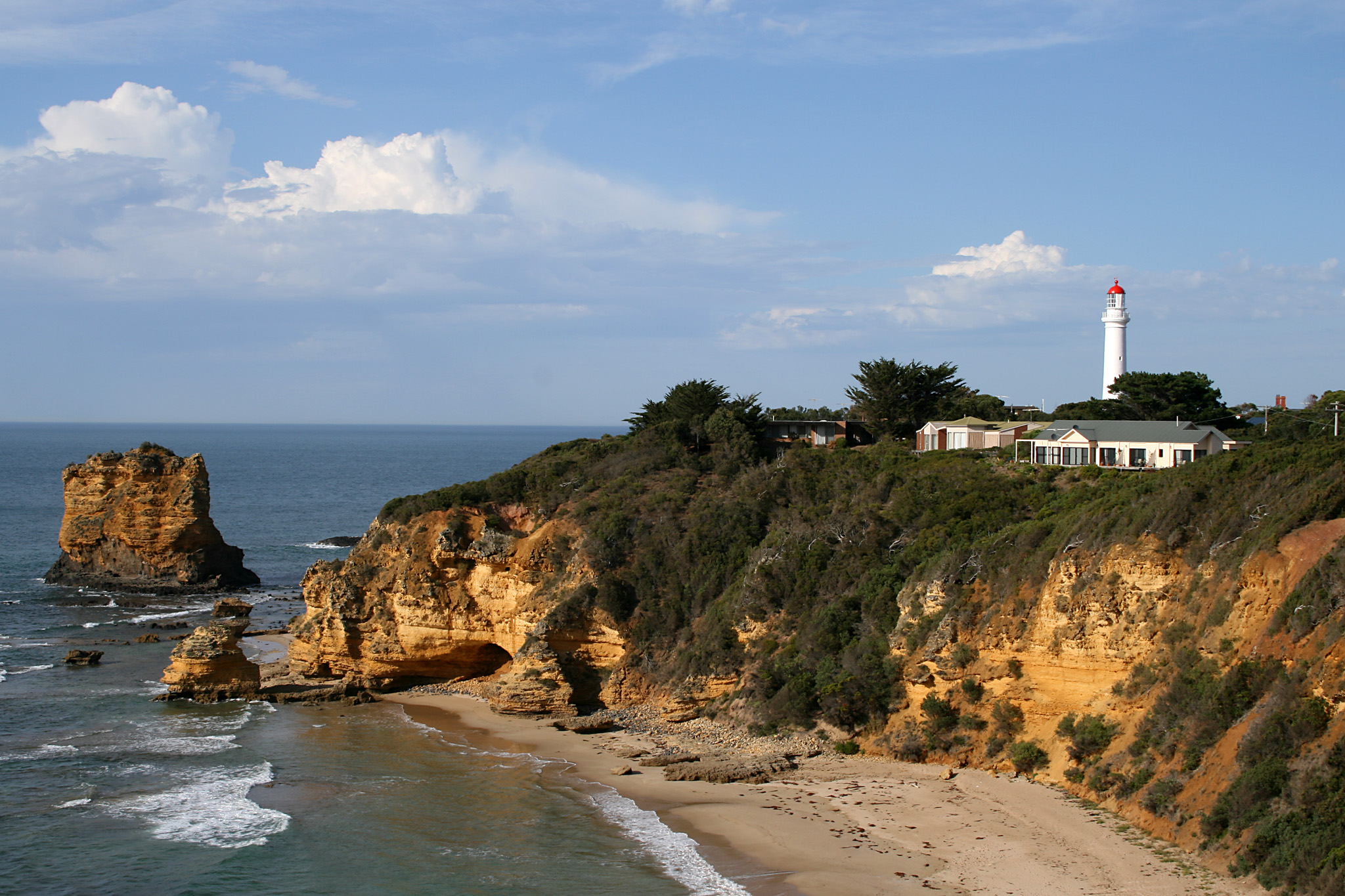
Leuchtturm am Split Point bei Lorne

Südlich von Geelong zweigt der Surfcoast Highway vom Princes Highway ab und führt nach Torquay an der Küste des Landes. Dieser erste Abschnitt wird oft als Teil der Great Ocean Road angesehen. Deren offizieller Beginn befindet sich jedoch außerhalb von Torquay.
Von Torquay aus folgt die Great Ocean Road dem Verlauf der Küste in südwestlicher Richtung. Sie verbindet das Surferparadies Bells Beach und die Ferienorte Anglesea, Lorne und Apollo Bay. Auf diesem Abschnitt reichen die Berge des Hinterlandes teilweise bis ins Meer und die Great Ocean Road schlängelt sich in einem sehr kurvenreichen Verlauf an deren Rändern entlang. Dies bietet zahlreiche Möglichkeiten für großartige Ausblicke auf die Bass Strait und den Südlichen Ozean, Sandstrände und steil zum Meer hin abfallende Felsküsten. Zwischen Anglesea und Lorne liegen Aireys Inlet und Fairhaven, die für den 1891 erbauten Split-Point-Leuchtturm und den wilden Fairhaven Beach bekannt sind. Östlich von Aireys Inlet beginnt zudem der sich über die halbe Länge der B 100 erstreckende Great-Otway-Nationalpark. Circa 40 Kilometer südwestlich befindet sich Kennett River, das von vielen Touristen an der Grey River Road zum Beobachten von Koalas aufgesucht wird. Etwa 20 Kilometer weiter liegt Apollo Bay, wo der 104 Kilometer lange Great Ocean Walk beginnt.
Westlich von Apollo Bay verläuft die Great Ocean Road landeinwärts und führt durch den Great-Otway-Nationalpark, der von gemäßigten Regenwäldern geprägt ist. Eine Seitenstraße führt zum Cape Otway und dem dort errichteten Cape-Otway-Leuchtturm. Eine weitere Sehenswürdigkeit auf dieser Strecke ist die sich zwischen Cape Otway und Port Fairy erstreckende Shipwreck Coast sowie Lavers Hill, das am höchsten gelegene Dorf der Great Ocean Road. Zwischen Cape Otway und Lavers Hill befindet sich der Ort Glenaire und der hauptsächlich unter Surfern bekannte Johanna Beach.
Im Weiteren verläuft die Great Ocean Road in nordwestlicher Richtung. Dieser Teil der Küste ist größtenteils im Port-Campbell-Nationalpark geschützt und beherbergt einige der beeindruckendsten Küstenlandschaften der Welt. Die Küstenerosion durch Wellen und Regen hat hier einige der bekanntesten Felsformationen geschaffen. Die Twelve Apostles, Loch Ard Gorge mit dem eingestürzten Island Archway, The Grotto, die schmale Klippe Razorback und London Arch sind die Bekanntesten. Dieser Küstenabschnitt wird auch Shipwreck Coast genannt, da hier mehr als 80 Schiffe gesunken sind. Weiter nordwestlich erstreckt sich Bay of Islands Coastal Park mit Sehenswürdigkeiten wie Bay of Islands und Bay of Martyrs sowie Massacre Bay, wo es in der Vergangenheit zu gewaltsamen Vorfällen gegenüber den Aborigines kam.
Der weitere Verlauf der Great Ocean Road ist verhältnismäßig unspektakulär. Sie verläuft im Hinterland der Küste durch kleinere Ortschaften, bevor sie bei Allansford wieder auf den Princes Highway trifft und endet.

## Tourismus
1962 wurde die Great Ocean Road von der Regierungsorganisation Tourist Development Authority zu „one of the world's great scenic roads“ (deutsch: „eine der schönsten Straßen der Welt“) erklärt.
2004 wurde der Great Ocean Walk geöffnet, ein Wanderweg von 104 km Länge, der an der Küstenlinie nahe an der Great Ocean Road von der Apollo Bay bis zu den Twelve Apostles entlangführt.
Jährlich einmal findet seit 2005 der Great Ocean Road Marathon über 45 Kilometer auf einem Streckenabschnitt zwischen Lorne und der Apollo Bay statt.
Um dem Interesse der Touristen zu entsprechen, sind acht Großprojekte an der Küste der Great Ocean Road in die Infrastruktur im Wert von AUD 480 Millionen geplant, darunter ein Informationszentrum an der Loch Ard Gorge, eine Erweiterung der Unterbringungskapazitäten und in den Wege- und Straßenbau.

## Umwelteinflüsse
Am 8. Januar 1964 musste die Straße wegen eines Buschfeuers geschlossen werden, so wie auch schon im Jahr 1962.
Seit jeher änderte die Küstenlinie im Bereich der Great Ocean Road durch Einflüsse der Natur ihren Verlauf, einerseits wegen Prozessen der Erosion und andererseits infolge der geologischen Beschaffenheit des dort anstehenden Kalksteins. 1960 wurden Teile der Küste bei Princetown während eines Sturmes weggespült. Landmassen stürzten am 11. August 1964, und 1971 ab; beide Male mussten Straßenabschnitte bei Lorne gesperrt werden. Im Januar 2011 stürzten überhängende Klippen während eines heftigen Regens ab.
Als sich im Januar 2011 die großen Überschwemmungen Victorias ereigneten, wurden auch Teile der Great Ocean Road davon betroffen, als Landmassen abrutschen, deshalb wurde die Straße zwischen Lorne und Apollo Bay zeitweise gesperrt.

## Galerie

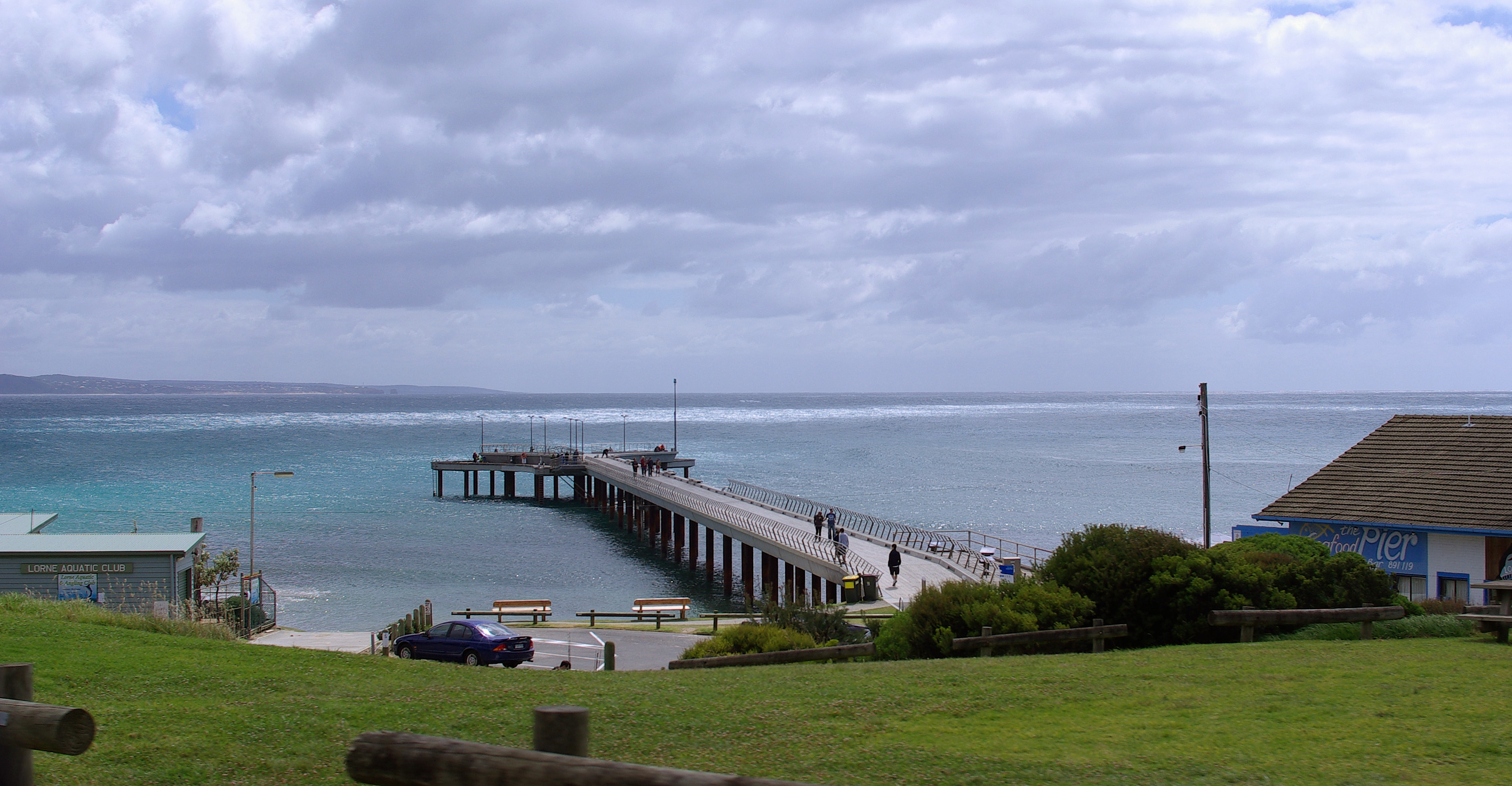
Hafen von Lorne
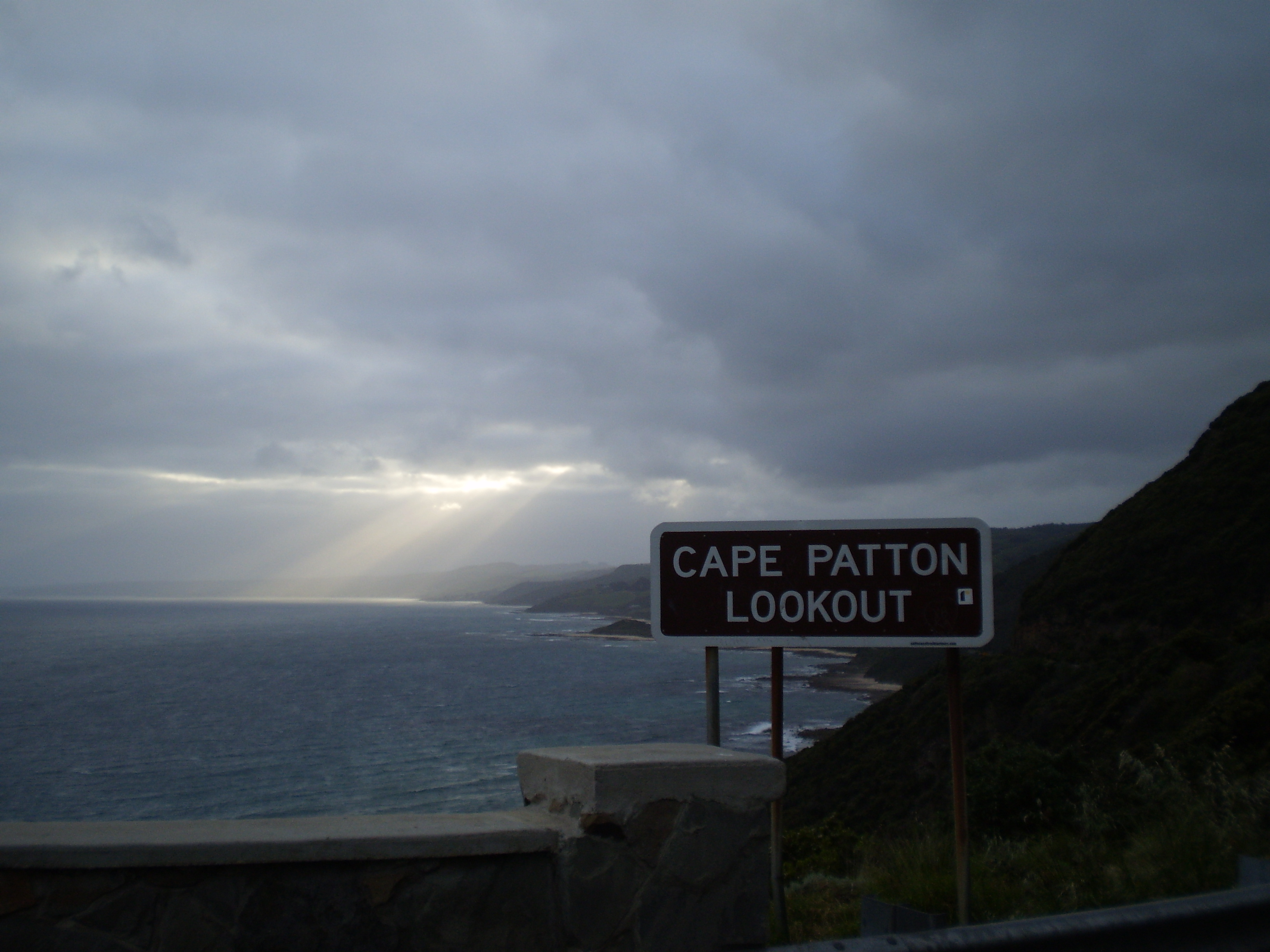
Aussichtspunkt am Cape Patton
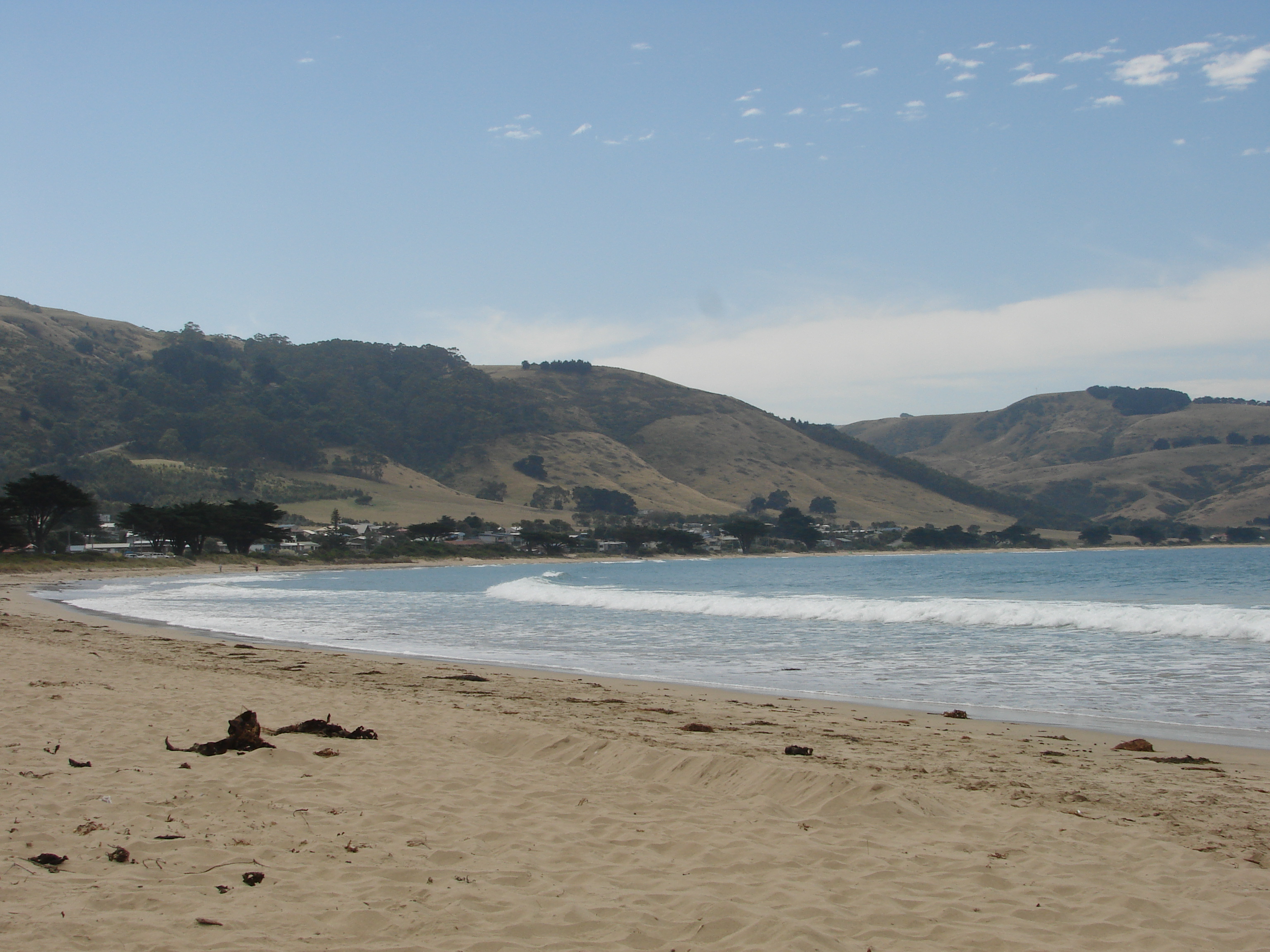
Apollo Bay
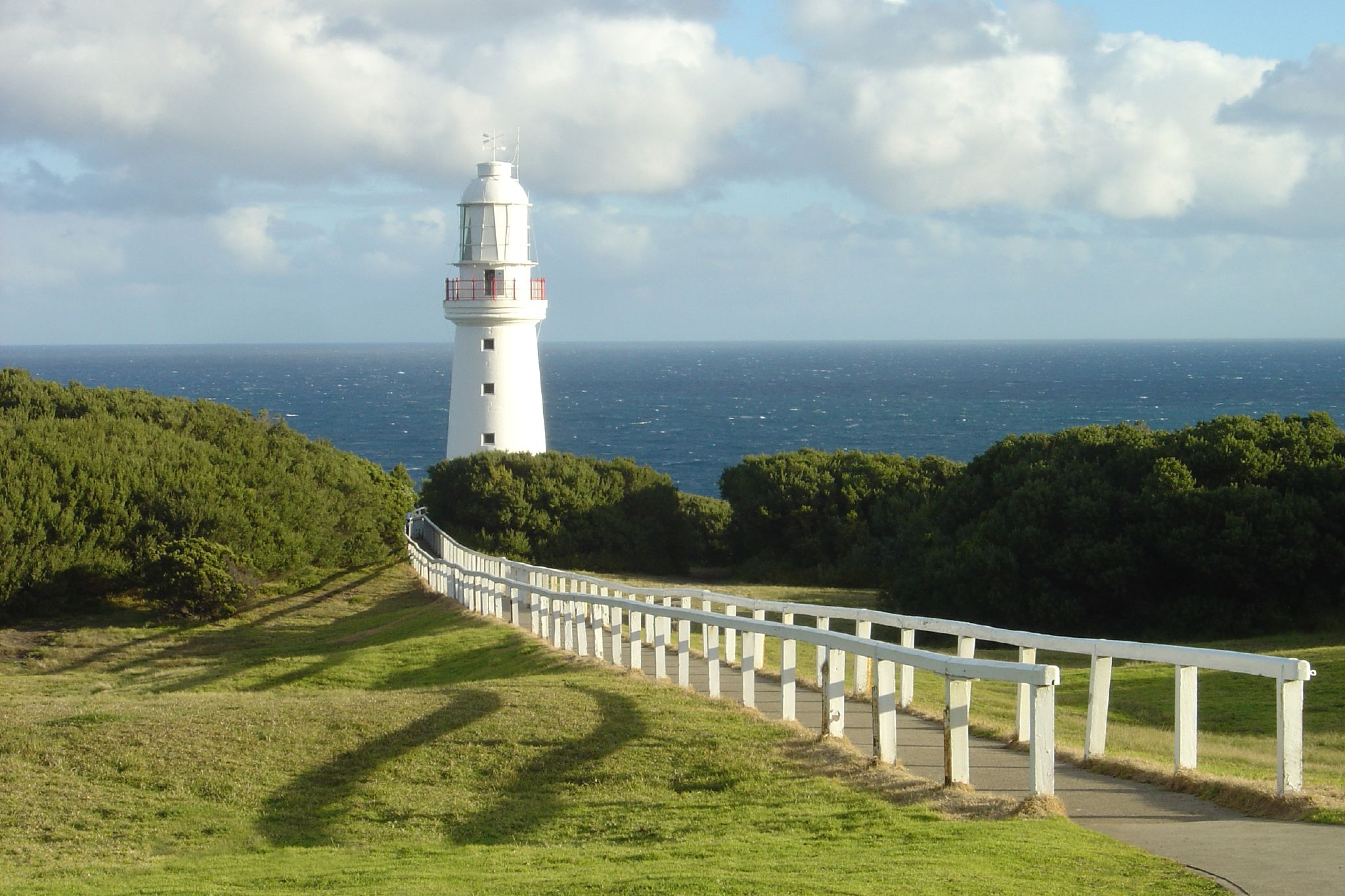
Cape Otway mit Leuchtturm
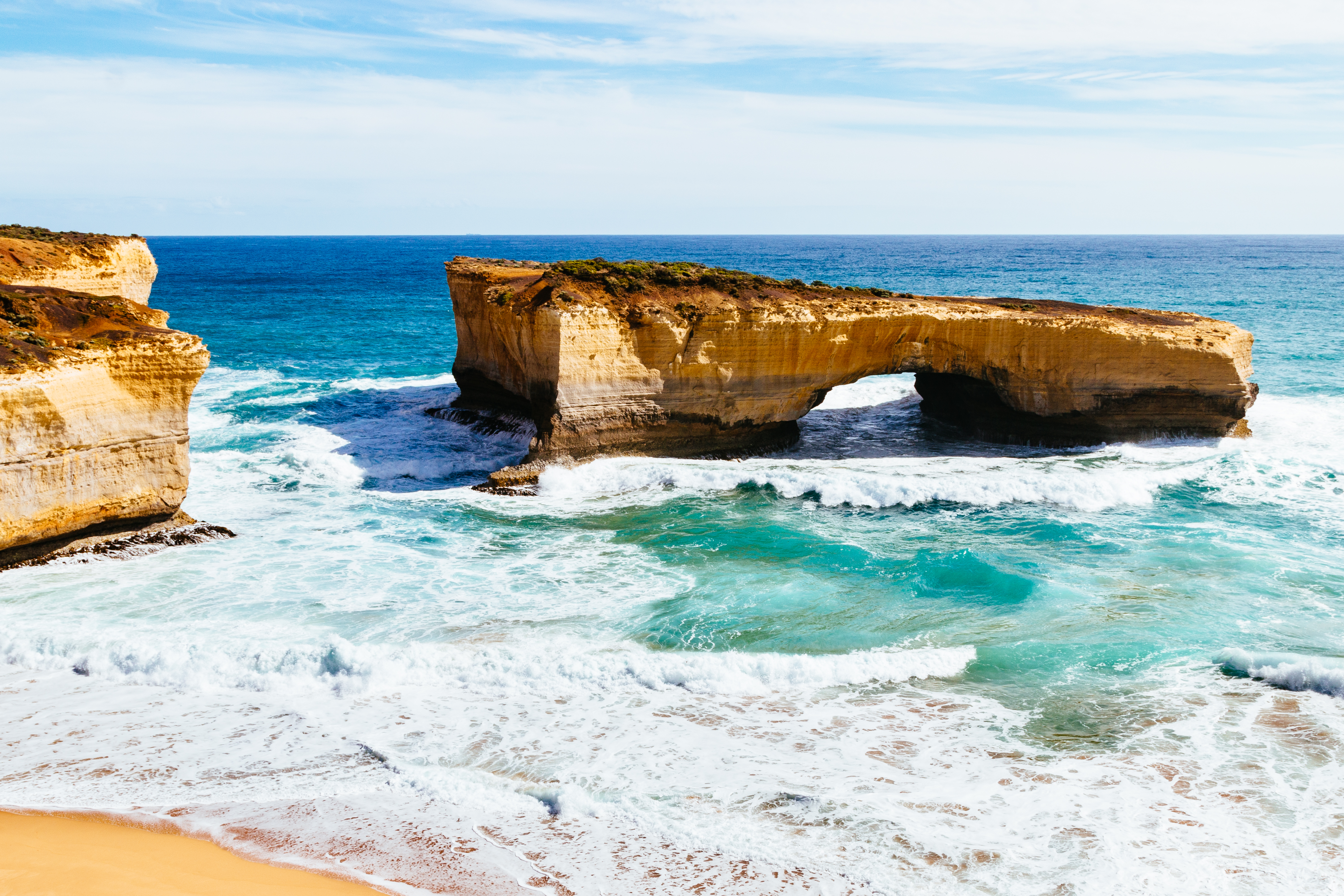
London Arch
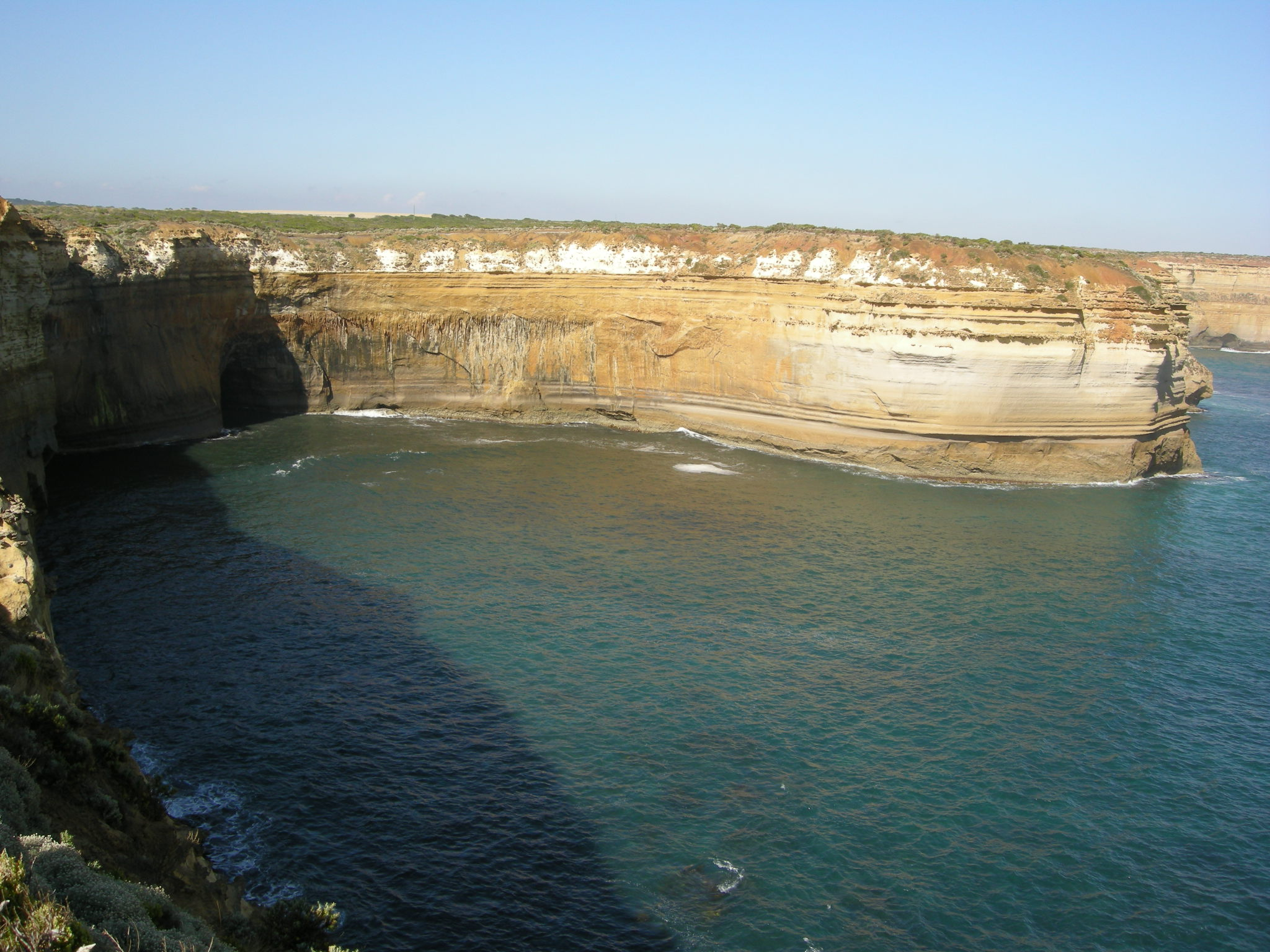
Blick vom The Razorback
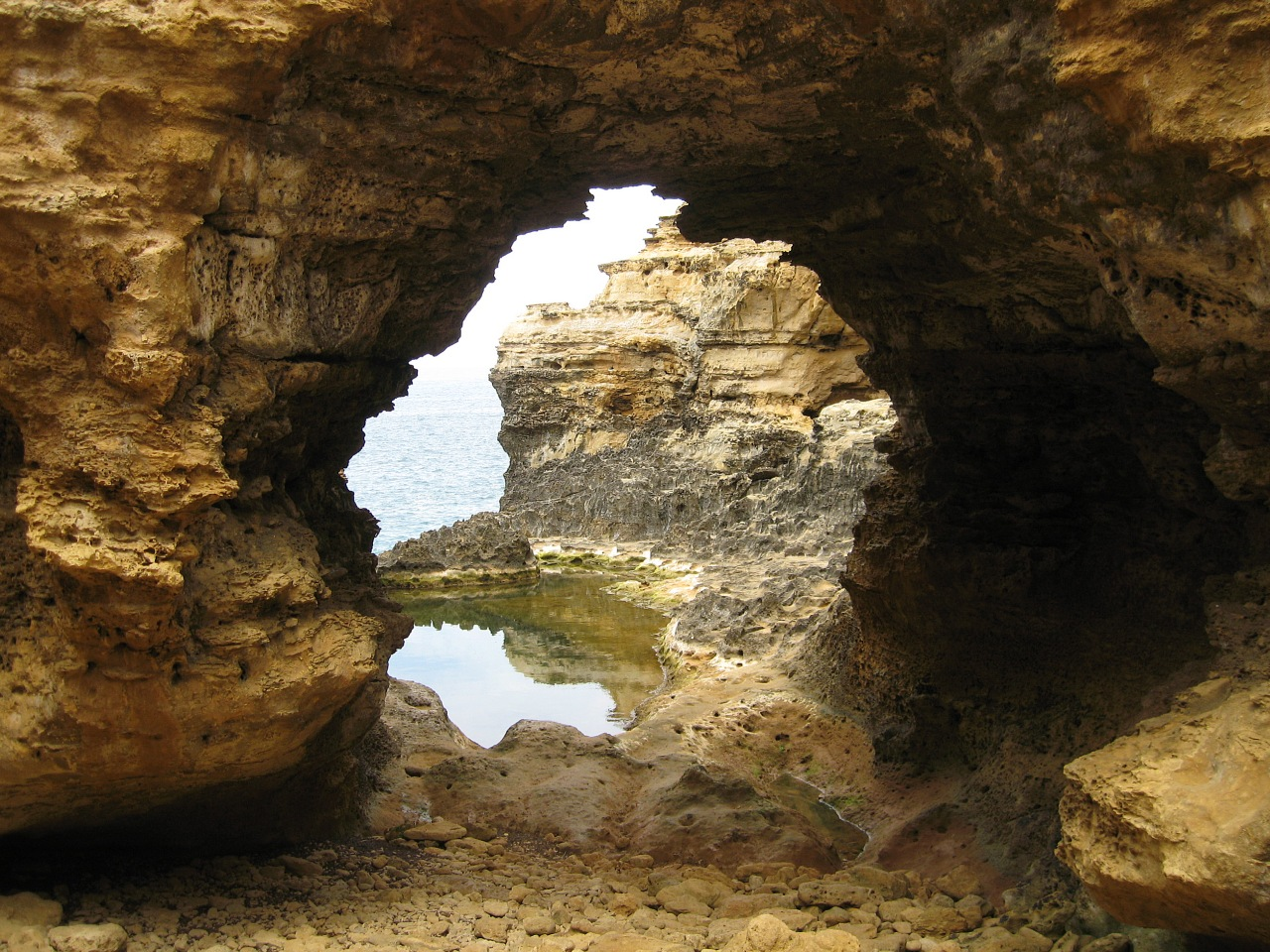
The Grotto
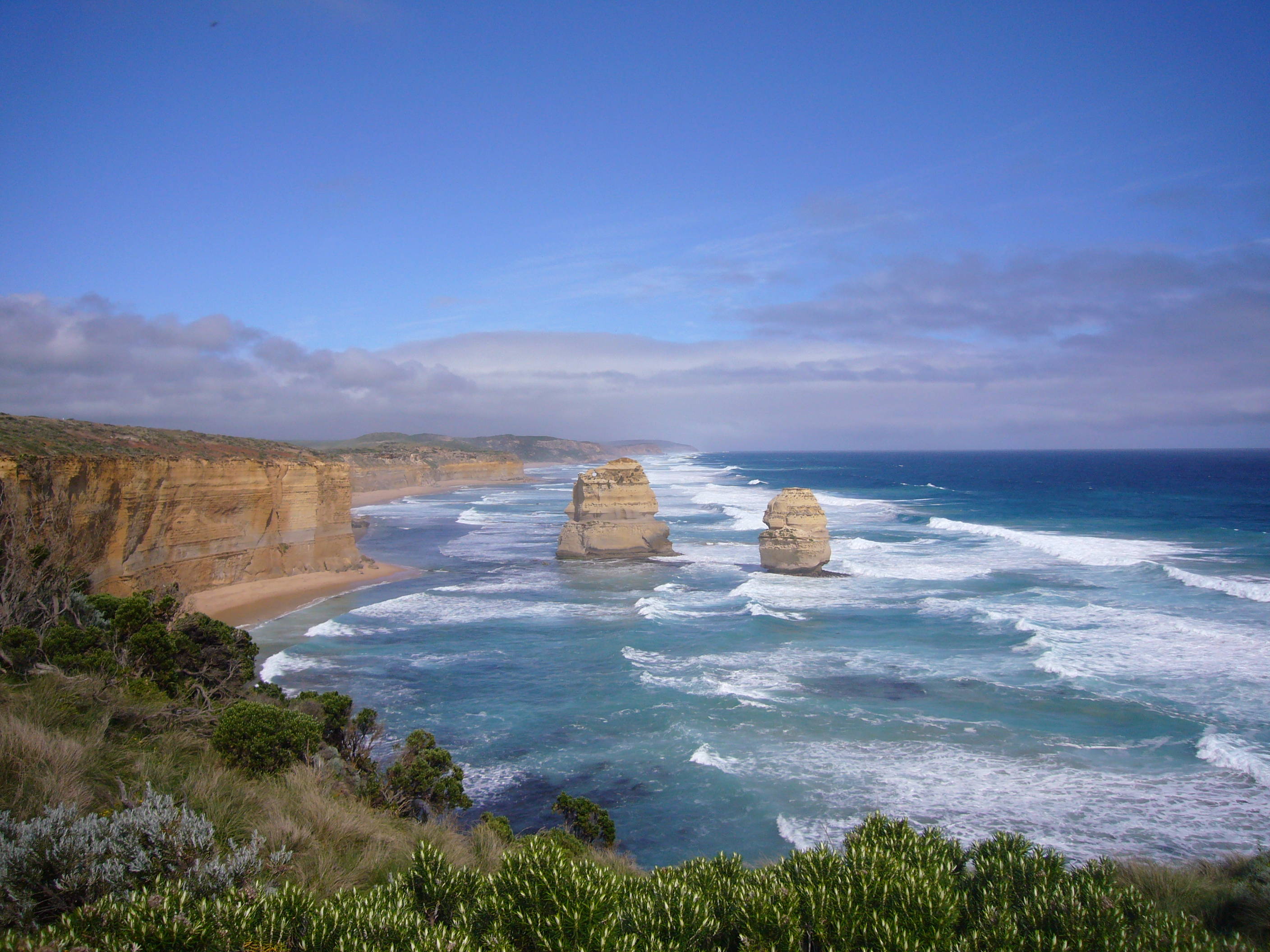
Twelve Apostles
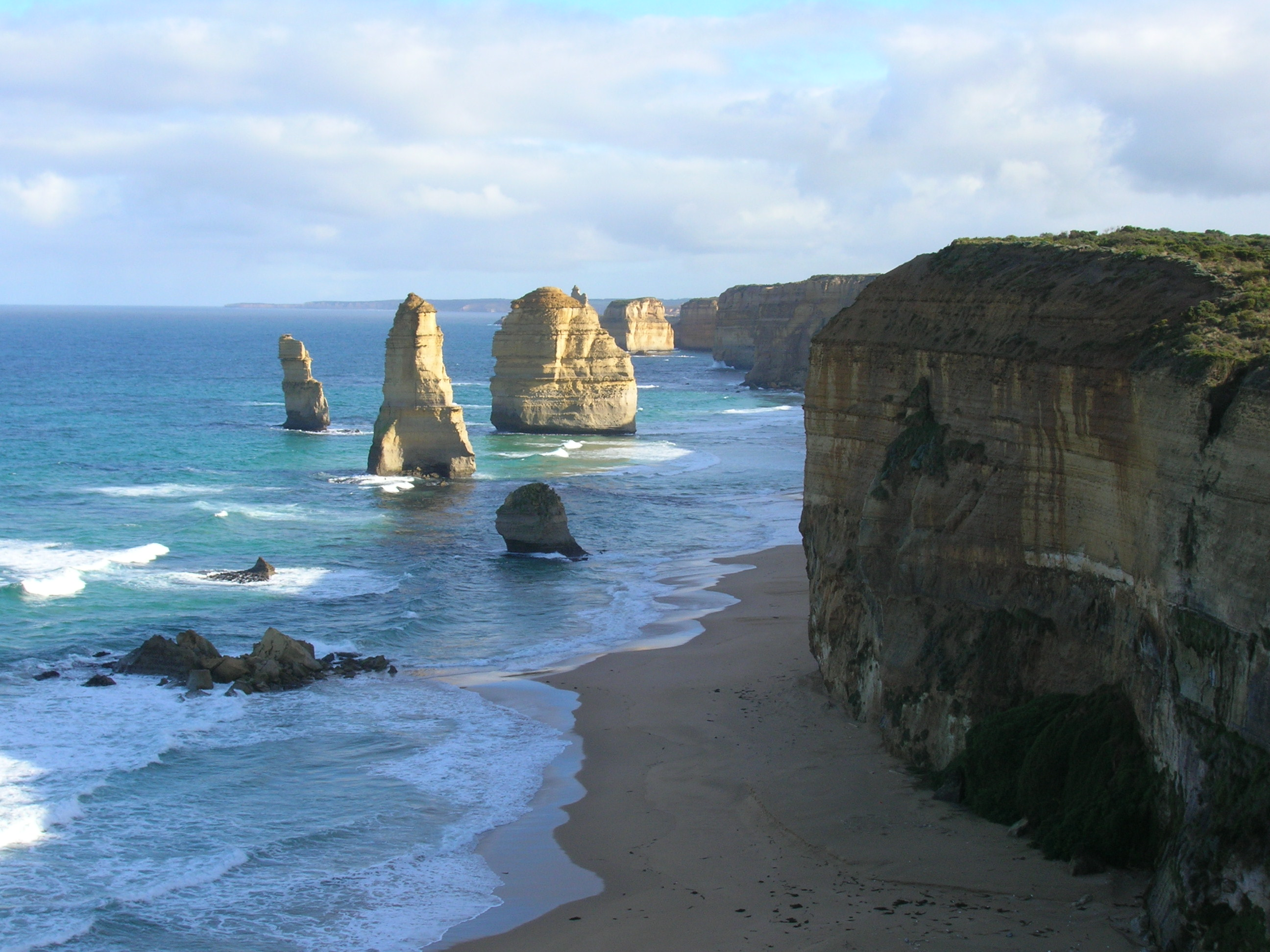
Twelve Apostles
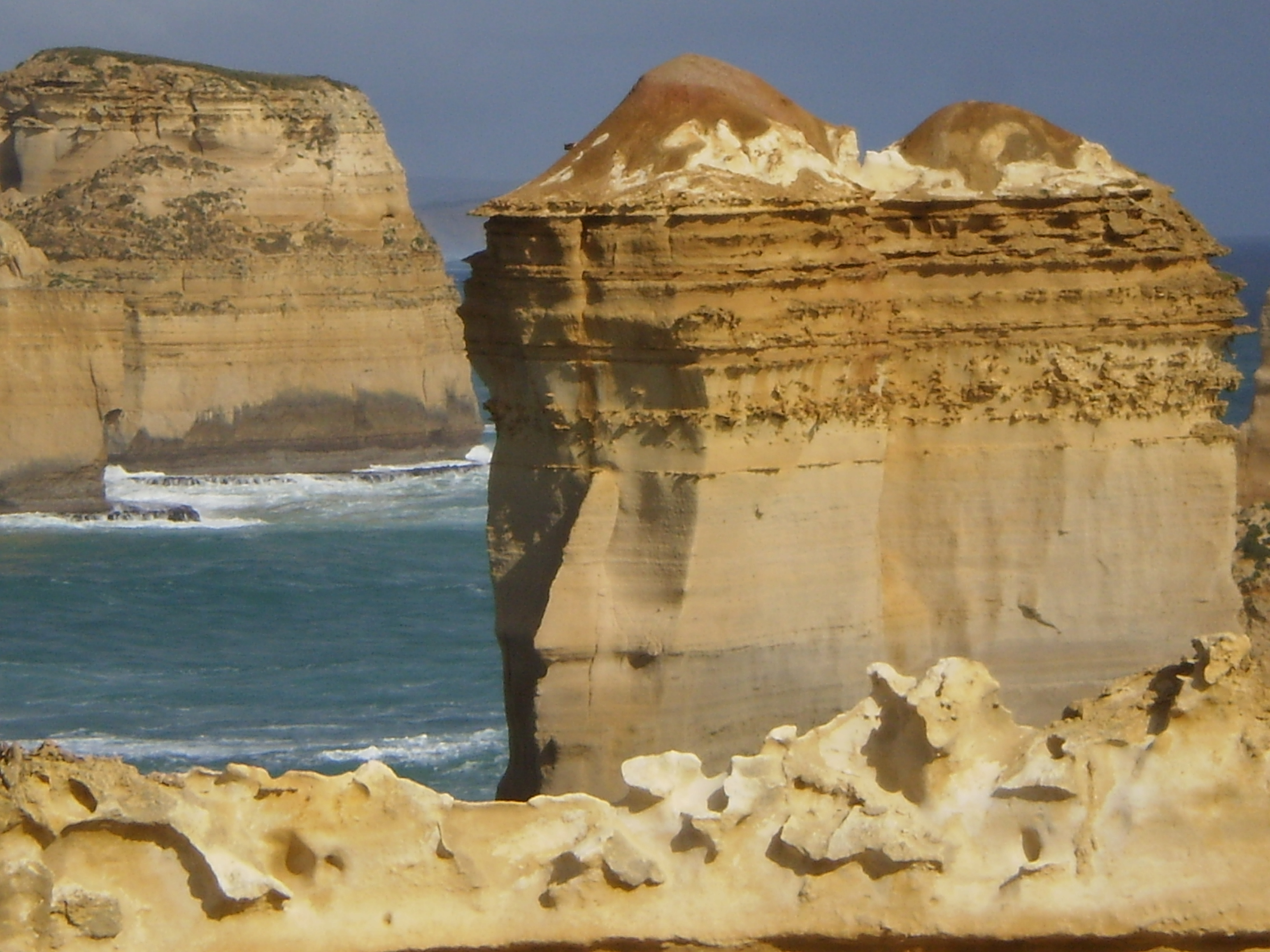
The Razorback
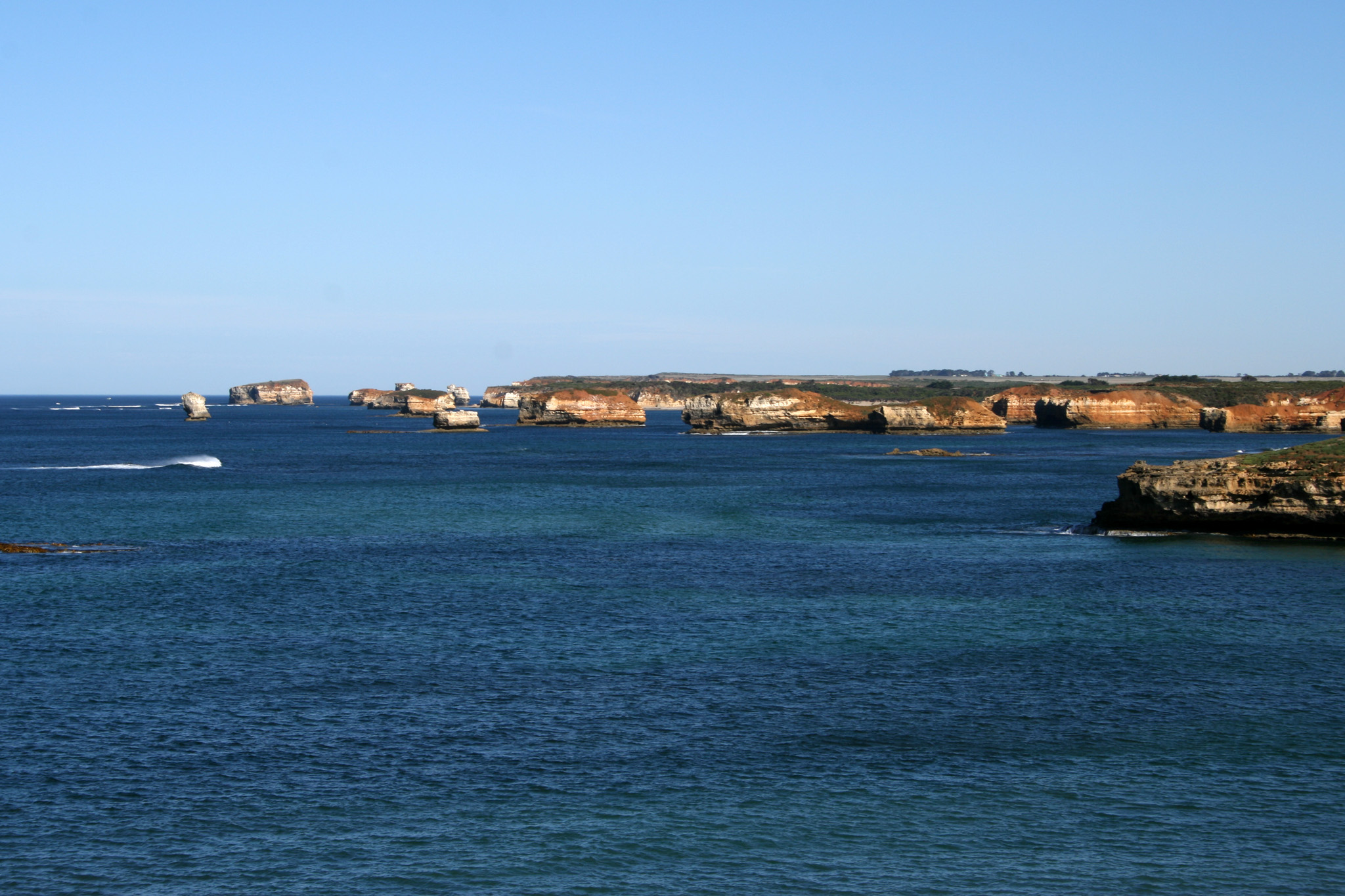
Bay of Martyrs
Denkmal an der Great Ocean Road